# Центр Довженка (Львів)
Центра Довженка, також відомий як Культурно-освітній центр імені Олександра Довже́нка  розташований у Львові, у житловому масиві Сихів. Збудовано у грудні, 1986 році за проєктом архітекторів Анатолія Ващака, Василя Каменщика, Євгенії Мінкової, а також конструкторів М. Бачинського, Ю. Хробак.
Станом на 2010 р. — 2 зали: червоний зал на 747 глядацьких місць та синій (працює від 2007 р.) — на 196 місць. Зали обладнані звуковою системою DOLBY DIGITAL SURROUND, акустикою «JBL», панорамними сучасними екраном Perlux.

## Назва
- 1987—2003 рр. — «Кінотеатр ім. О. П. Довженка»
- 2003—2006 рр. — відновив кінопоказ під назвою «Кіно»
- 2006—2018 р. — увійшов до мережі кінотеатрів «Кінопалац» та отримав назву «Кінопалац ім. О. Довженка»
- з 2018 — Центр Довженка.